# Kneževo (Chorwacja)
Kneževo – wieś w Chorwacji, w żupanii osijecko-barańskiej, w gminie Popovac. W 2011 roku liczyła 803 mieszkańców.